# Прапор Очаківського району
Пра́пор Оча́ківського райо́ну — офіційний символ Очаківськогоо району Миколаївської області затверджений 21 лютого 2012 року рішенням ХІІІ сесії районної ради шостого скликання.

## Опис прапора
Прапор являє собою — прямокутне полотнище з співвідношенням сторін 2:3, поділене вертикально на три поля: синє, жовто-червоне і синє. Співвідношення ширини полів становить 1:2:1 відповідно.
У верхньому, червоному полі зображено срібного орла з обернутою назад головою і складеними крилами, який сидить на мурі жовтого кольору

## Тлумачення прапора Очаківського району
Золотий зубчатий пояс — символ мужності жителів району, проявленої в 1854 і 1941 роках, а також символізує острів Первомайський — унікальне фортифікаційне спорудження. 
Срібний орел — одна з емблем міста — держави Ольвія — вказує на перші в Північному Причорномор'ї грецькі поселення; орел також символ хоробрості, віри, перемоги, символ природних багатств району (Кінбурнського заповідника). Він оглядається назад — в багате подіями минуле Очаківської землі.
Червоний (червлений) колір — символ мужності, життєвої сили, розвитку;
Срібло — благих помислів, благородства;
Золото — могутність і багатство.